# Lertha metzeli
Lertha metzeli là một loài côn trùng trong họ Nemopteridae thuộc bộ Neuroptera. Loài này được Pierce & Kirkby miêu tả năm 1959.